# La Torreta (Conca de Dalt)
La Torreta (la Matella, en alguns mapes) és l'extrem sud-occidental del Serrat de la Torreta, al qual dona nom, en el terme municipal de Conca de Dalt, dins de l'antic terme d'Hortoneda de la Conca, del Pallars Jussà.
Està situat prop de l'angle nord-est del municipi, a prop i al sud-oest del Roc dels Quatre Alcaldes